# Clathria echinonematissima
Clathria echinonematissima är en svampdjursart som först beskrevs av Carter 1887.  Clathria echinonematissima ingår i släktet Clathria och familjen Microcionidae. Inga underarter finns listade i Catalogue of Life.